# Ali Hassan Kuban
Ali Hassan Kuban (1929 i Gotha i Egypten – 2001) var en nubisk sanger og dirigent. Han var kendt som "Kaptajn" eller senere "Godfather" af nubisk musik.
Ali Hassan Kuban var født i Gotha, en landsby i nærheden af Aswan. Efter hans familie flyttede til Kairo lærte Kuban at spille på klarinet, og i 1949 optrådte han med Kairo Opera. Han spillede også på girba (en slags sækkepibe) med sit eget band ved bryllupper. I 1950'erne begyndte Kuban at tilføje vestlige instrumenter såsom saxofon, elektrisk guitar, basguitar, el-orgel, trompet og harmonika til sit ensemble. I 1990'erne optrådte han for et internationalt publikum ved events som Midem i 1993, WOMAD i 1994, Montreal Jazz Festivalen i 1994 og Central Park SummerStage i 1995.

## Diskografi
- From Nubia to Cairo – 1980, genudgivet 2001[3]
- Walk Like a Nubian – 1994[3]
- Nubian Magic – 1995, genudgivet 1999[3]
- Real Nubian: Cairo Wedding Classics – 2001[3]
- The Rough Guide to Ali Hassan Kuban – 2002[3]